# Aurelia Dobre
Aurelia Dobre (Bucareste, 16 de Novembro de 1972) é uma ex-ginasta romena que competiu em provas da ginástica artística. Obteve seu melhor momento no Campeonato Mundial de 1987 onde conseguiu o título no individual geral. Nesta competição poir ser especialista em vários aparelhos chegou a ser chamada de "Segunda Comaneci".

## Carreira
O Mundial de Roterdã, nos Países Baixos, foi seu melhor desempenho como sênior. Na competição por equipes, ajudou a seleção da Romênia a conquistar a medalha de ouro, batendo as equipes da União Soviética e da Alemanha Oriental. No individual geral a briga ficou entre ela, a soviética Yelena Shushunova e sua compatriota Daniela Silivas, e nesta disputa quem levou a melhor foi Dobre, que somou 79.650 pontos e conquistou a medalha de ouro, deixando Shushunova com a prata e Silivas com o bronze. Também conquistou três medalhas nas finais individuais por aparelho, na trave de equilíbrio conquistou mais uma medalha de ouro, com a nota 19.950; no solo ficou com a nota 19.950, mas acabou ficando em terceiro lugar, já que suas rivais Shushunova e Silivas obtiveram a nota 20.000, e empataram na primeira colocação; no salto acabou mais uma vez sendo superada por Shushunova, que conquistou mais um ouro, com a nota 19.844 acabou ficando com a terceira posição, sendo superada também pela romena Eugenia Golea que ficou com a medalha de prata.
No ano seguinte, foi ao Jogos Olímpicos em Seul como uma das grandes favoritas a medalhas na ginástica artística feminina. Porém, conseguiu apenas a medalha de prata na competição individual geral, chegou a duas finais individuais, mas não conseguindo nenhuma medalha, no individual geral terminou na sexta posição e nas barras assimétricas terminou na sétima posição.
No Campeonato Mundial de 1989 em Stuttgart, também acabou encerrando apenas com uma medalha de prata na competição por equipes.

## Principais resultados
| Ano  | Evento             | Cidade    | AA              | Equipe           | Barras assimétricas | Trave             | Solo | Salto sobre o cavalo |
| ---- | ------------------ | --------- | --------------- | ---------------- | ------------------- | ----------------- | ---- | -------------------- |
| 1987 | Campeonato Mundial | Roterdã   | Medalha de ouro | Medalha de ouro  | Medalha de ouro     | Medalha de bronze |      |                      |
| 1988 | Jogos Olímpicos    | Seul      |                 | Medalha de prata |                     |                   |      |                      |
| 1989 | Campeonato Mundial | Stuttgart |                 | Medalha de prata |                     |                   |      |                      |